# Paul Le Jeune
Paul Le Jeune (Vitry-le-François, 1591 – Parigi, 7 agosto 1664) è stato un gesuita francese, missionario in Canada.

## Biografia
Nato da genitori calvinisti, si convertì al cattolicesimo all'età di sedici anni: nel 1613 entrò nel noviziato gesuita di Parigi.
Fu professore di filosofia a Rennes e Bourges, poi di retorica a Nevers e Caen. Venne assegnato alla casa professa di Dieppe, dove si dedicò alla predicazione delle missioni, e nel 1632 venne nominato superiore della missione in Québec. Per i primi tempi si dedicò allo studio della lingua indigena e tradusse il catechismo.
Lasciò la carica di superiore nel 1639, ma rimase altri dieci anni come missionario presso gli uroni visitando Sillery, Tadoussac, Trois-Rivières e Montréal: tornò in patria nel 1649 e fu procuratore delle missioni estere.
È autore dei primi otto volumi delle Relations des Jésuites de la Nouvelle-France.